# Хетафе
Хетафе (шп. Getafe) је предграђе Мадрида које се налази 14 km јужно од главног града. Хетафе има 158.363 становника (по попису од 2005. године) и обухвата површину од 78,74 km².
Град је привредни и индустријски центар, а у погледу саобраћаја добро је повезан са Мадридом пошто је прикључен на Мадридски метро. У Хетафеу се налази војна база ваздушног оружја.
У овом граду налази се Брдо анђела (шп. Cerro de los Ángeles) који важи за географски центар Шпаније. У знаменитости се убраја и катредрала Наше госпе Магдалене (шп. Nuestra Señora de la Magdalena) из 16. века. Осим тога овде је смештен и један део универзитета Карлос III.

## Становништво
Према процени, у граду је 2008. живело 164.043 становника.

| 1981.   | 1989.   | 1991.   | 2001.   | 2002.   |
| ------- | ------- | ------- | ------- | ------- |
| 126.558 | 139.190 | 138.704 | 151.479 | 151.479 |